# San Rafael (Kolumbia)
San Rafael – miasto w Kolumbii, w departamencie Antioquia.